# 第315爆撃団
第315爆撃団（だい315ばくげきだん）はアメリカ陸軍航空軍第20空軍、第21爆撃集団隷下の爆撃団。

## 概要
司令はフランク・アームストロング准将で、基地はグァムに置かれた。隷下に第16爆撃群、第331爆撃群、第501爆撃群、第502爆撃群の四爆撃連隊（Bomber Group）を有する。各爆撃群は三爆撃隊から編成された。

## 隷下部隊
- 第16爆撃群
- 第331爆撃群
- 第501爆撃群
- 第502爆撃群